# Japon aux Jeux paralympiques d'été de 1964
Le Japon participe aux Jeux paralympiques de 1964 à Tokyo en tant que nation organisatrice. Il s'agit de sa 1re participation à des Jeux paralympiques d'été.
Le Japon concourt dans tous les sports, à l'exception du Snooker, de l'Haltérophilie et du Basket-ball en fauteuil roulant.
Avec un total de 16 athlètes japonais, le Japon parvient à se hisser à la 13e place dans le classement par nation.

## Nombre d’athlètes qualifiés par sport
| Sport           | Femmes       | Hommes       | Total |
| --------------- | ------------ | ------------ | ----- |
| Athlétisme      |              |              |       |
| Basket-ball     | Non qualifié | Non qualifié | 0     |
| dartchery       |              |              |       |
| Escrime         |              |              |       |
| Haltérophilie   | Non qualifié | Non qualifié | 0     |
| Natation        |              |              |       |
| Snooker         | Non qualifié | Non qualifié | 0     |
| Tennis de table |              |              |       |
| Tir à l’arc     |              |              |       |
| Total général   | 2            | 14           | 16    |

## Bilan général

### Bilan par sport
| Place | Sport           | Médaille d'or, Jeux paralympiques | Médaille d'argent, Jeux paralympiques | Médaille de bronze, Jeux paralympiques | Total | Rang pays |
| ----- | --------------- | --------------------------------- | ------------------------------------- | -------------------------------------- | ----- | --------- |
| 1     | Tennis de table | 1                                 | 1                                     | 2                                      | 4     | 4e        |
| 2     | Natation        | 0                                 | 1                                     | 1                                      | 2     | 12e       |
| 3     | Tir à l’arc     | 0                                 | 2                                     | 0                                      | 2     | 7e        |
| 4     | Escrime         | 0                                 | 1                                     | 0                                      | 1     | 5e        |
| 5     | Dartchery       | 0                                 | 0                                     | 1                                      | 1     | 3e        |
| Total | Total           | 1                                 | 5                                     | 4                                      | 10    | 13e       |

### Bilan par jour de compétition
| Jour        | Médaille d'or, Jeux paralympiques | Médaille d'argent, Jeux paralympiques | Médaille de bronze, Jeux paralympiques | Total |
| ----------- | --------------------------------- | ------------------------------------- | -------------------------------------- | ----- |
| 3 novembre  |                                   |                                       |                                        |       |
| 4 novembre  |                                   |                                       |                                        |       |
| 5 novembre  |                                   |                                       |                                        |       |
| 6 novembre  |                                   |                                       |                                        |       |
| 7 novembre  |                                   |                                       |                                        |       |
| 8 novembre  |                                   |                                       |                                        |       |
| 9 novembre  |                                   |                                       |                                        |       |
| 10 novembre |                                   |                                       |                                        |       |
| 11 novembre |                                   |                                       |                                        |       |
| 12 novembre |                                   |                                       |                                        |       |
| Total       | 1                                 | 5                                     | 4                                      | 10    |

### Bilan par sexe
| Sexe   | Médaille d'or, Jeux paralympiques | Médaille d'argent, Jeux paralympiques | Médaille de bronze, Jeux paralympiques | Total |
| ------ | --------------------------------- | ------------------------------------- | -------------------------------------- | ----- |
| Hommes | 1                                 | 5                                     | 2                                      | 8     |
| Femmes | 0                                 | 0                                     | 1                                      | 1     |
| Mixte  | 0                                 | 0                                     | 1                                      | 1     |
| Total  | 1                                 | 5                                     | 4                                      | 10    |

## Médaillés

### Médailles d’or
| Sport              | Discipline | Sportifs                      | Performance | Date |
| Médailles d’or : 1 |            |                               |             |      |
| Tennis de table    |            | Yasunori Igari Fujio Watanabe |             |      |

### Médailles d'argent
| Sport                  | Discipline                   | Sportifs                                  | Performance | Date |
| Médailles d’argent : 5 |                              |                                           |             |      |
| Escrime                |                              | Shigeo Aono Shigeo Harasawa Teiichi Saito |             |      |
| Natation               |                              | Shigeo Aono                               |             |      |
| Tennis de table        |                              | Takenori Yamazaki                         |             |      |
| Tir à l'arc            |                              | S. Ando T. Matsumoto S. Saito             |             |      |
| Tir à l'arc            | S. Ando T. Ando T. Matsumoto |                                           |             |      |

### Médailles de bronze
| Sport                   | Discipline                     | Sportifs             | Performance | Date |
| Médailles de bronze : 4 |                                |                      |             |      |
| Dartchery               |                                | T. Ando T. Matsumoto |             |      |
| Natation                |                                | S. Makioka           |             |      |
| Tennis de table         |                                | Kazunari Otsuka      |             |      |
| Tennis de table         | Chiyono Inoue Fumiyo Ogasawara |                      |             |      |